# Чулкова, Наталья Анатольевна
Ната́лья Анато́льевна Чулко́ва (род. 5 декабря 1977, Ковров) — российская легкоатлетка, специалистка по барьерному бегу. Выступала за сборную России по лёгкой атлетике в 1999—2001 годах, призёрка первенств национального значения, участница летних Олимпийских игр в Сиднее. Представляла Владимирскую область. Мастер спорта России международного класса.

## Биография
Наталья Чулкова родилась 5 декабря 1977 года в городе Коврове Владимирской области.
Занималась лёгкой атлетикой во владимирской Специализированной детско-юношеской спортивной школе олимпийского резерва под руководством тренера К. Судакова. Активно выступала на всероссийских соревнованиях с 1993 года, в 1995 году выполнила норматив мастера спорта. Представляла физкультурно-спортивное общество Профсоюзов (Владимир). Окончила Владимирский государственный педагогический университет, где обучалась на факультете физической культуры.
Впервые заявила о себе на международном уровне в сезоне 1999 года, когда стала чемпионкой России среди юниоров, вошла в состав российской национальной сборной и выступила на молодёжном европейском первенстве в Гётеборге, где в беге на 100 метров с барьерами показала результат 13,73 метра, не сумев преодолеть предварительный квалификационный этап.
В 2000 году на чемпионате России в Туле установила личный рекорд в беге на 400 метров с барьерами (55,73), завоевав при этом награду бронзового достоинства — уступила здесь только Ирине Приваловой из Москвы и Юлии Носовой из Краснодарского края. По итогам чемпионата удостоилась права защищать честь страны на летних Олимпийских играх в Сиднее — в ходе предварительного квалификационного этапа сошла с дистанции, не показав никакого результата.
После сиднейской Олимпиады Чулкова ещё в течение некоторого времени оставалась действующей спортсменкой и продолжала принимать участие в различных соревнованиях. Так, в 2001 году на зимнем чемпионате России в Москве в беге на 60 метров с барьерами она стала третьей позади Светланы Лауховой из Санкт-Петербурга и Марии Коротеевой из Московской области. Также в этом сезоне на Мемориале братьев Знаменских выиграла конкурс «Мисс лёгкая атлетика России».
За выдающиеся спортивные результаты удостоена почётного звания «Мастер спорта России международного класса».